# Ewan Wilson
Ewan Wilson (Airdrie, 19 novembre 2004) è un calciatore scozzese, difensore del Motherwell.

## Carriera

### Club
È cresciuto nel settore giovanile del Motherwell con cui ha firmato il primo contratto professionistico l'8 giugno 2022. Il 30 settembre seguente è passato in prestito all'Albion Rovers in quarta divisione. Rientrato al Motherwell, il 15 luglio 2023 ha debuttato in prima squadra nell'incontro di Scottish League Cup vinto 2-0 contro l'Elgin City.
Il 29 settembre seguente è passato in prestito per una stagione in terza divisione allo Stirling Albion, ma nel marzo del 2024 è stato richiamato e prestato al Beith Juniors fino a maggio. Dopo aver prolungato il contratto è stato confermato in rosa dal Motherwell per la stagione 2024-2025.

### Nazionale
Ha giocato con la nazionale scozzese Under-21.

## Statistiche

### Presenze e reti nei club
Statistiche aggiornate al 8 febbraio 2025.
| Stagione        | Squadra         | Campionato      | Campionato | Campionato | Coppe nazionali | Coppe nazionali | Coppe nazionali | Coppe continentali | Coppe continentali | Coppe continentali | Altre coppe | Altre coppe | Altre coppe | Totale | Totale | Totale |
| Stagione        | Squadra         | Comp            | Pres       | Reti       | Comp            | Pres            | Reti            | Comp               | Pres               | Reti               | Comp        | Pres        | Reti        | Pres   | Reti   |        |
| --------------- | --------------- | --------------- | ---------- | ---------- | --------------- | --------------- | --------------- | ------------------ | ------------------ | ------------------ | ----------- | ----------- | ----------- | ------ | ------ | ------ |
| 2022-2023       | Albion Rovers   | Sl2             | 20+2       | 0          | CS+CdL          | 0               | 0               | -                  | -                  | -                  | -           | -           | -           | 22     | 0      |        |
| 2023-mar. 2024  | Stirling Albion | SL1             | 14         | 0          | CS+CdL          | 1+0             | 0               | -                  | -                  | -                  | -           | -           | -           | 15     | 0      |        |
| lug. 2023       | Motherwell      | SP              | 0          | 0          | CS+CdL          | 0+2             | 0               | -                  | -                  | -                  | -           | -           | -           | 2      | 0      |        |
| mar.-mag. 2023  | Beith Juniors   | WSFL            | 12         | 2          | CS+CdL          | 0               | 0               | -                  | -                  | -                  | WSC         | 1           | 0           | 13     | 2      |        |
| 2024-2025       | Motherwell      | SP              | 25         | 1          | CS+CdL          | 1+7             | 0               | -                  | -                  | -                  | -           | -           | -           | 33     | 1      |        |
| Totale carriera | Totale carriera | Totale carriera | 73         | 3          |                 | 11              | 0               |                    | -                  | -                  |             | 1           | 0           | 85     | 3      |        |